# فرودگاه منطقه‌ای جکلین کاکرن
فرودگاه منطقه‌ای جکلین کاکرن (به انگلیسی: Jacqueline Cochran Regional Airport) (به زبان بومی: Thermal Army Airfield) یک فرودگاه همگانی با کد یاتا TRM است که یک باند فرود آسفالت دارد و طول باند آن ۲۵۹۱ متر است. این فرودگاه در کشور ایالات متحده آمریکا قرار دارد و در ارتفاع -۳۴٫۷ متری از سطح دریا واقع شده‌است.